# Stylobasium
Stylobasium es un género con dos especies de plantas pertenecientes a la familia Surianaceae.

## Especies seleccionadas
- Stylobasium leneare
- Stylobasium spathulatum